# 31631 Abbywilliams
31631 Abbywilliams è un asteroide della fascia principale. Scoperto nel 1999, presenta un'orbita caratterizzata da un semiasse maggiore pari a 2,4805391 au e da un'eccentricità di 0,1590459, inclinata di 6,71198° rispetto all'eclittica.
L'asteroide è dedicato alla studentessa statunitense Abigail Anne Williams.